# Погорецький Михайло
Михайло Погорецький (21 грудня 1899, с. Гадинківці, Австро-Угорщина — 26 липня 1964, м. Вінніпег, Канада) — український журналіст, редактор, громадсько-політичний діяч. Батько З.-С. Погорецького. Доброволець Легіону УСС (1914), хорунжий.

## Життєпис
Михайло Погорецький народився 21 грудня 1899 року у селі Гадинківцях, нині Копичинецької громади Чортківського району Тернопільської области України.
Студіював філософію та медицину в Українському таємному університеті у м. Львів, в УВУ у м. Відень (Австрія). Співпрацював із журналом «Заграва» Д. Донцова у Львові.
Від 1926 — в Канаді, де учитель у провінції Манітоба. В м. Едмонтон — редактор часопису «Західні Вісті», видавав журнал «Відродження», заснував тижневик «Новий Шлях», його редактором (1930—1954, 1960—1964), в останні роки життя — директор однойменного видавництва. Голова кооперативи «Калина». Засновник і голова Крайової екзекутиви Українського над. об'єднання (1936), від цієї організації — багатолітній член Президії КУК.
Від 1935 — скарбник, від 1947 — член управи, від 1949 — голова, від 1962 — заступник голови Головної управи Української стрілецької громади. Член екзекутиви Осередку української культури й освіти в Канаді, Канадського та Вінніпезького пресових клубів,
заступник голови Союзу українських канадських ветеранів.

## Доробок
Автор статей на політичні теми, один із ідеологів українства в Канаді.